# 奥伦堡
奥伦堡 （羅馬化：Orenburg）是俄羅斯奧倫堡州首府，位於烏拉爾河畔。2024年人口536,862人。
1743年建城，是俄羅斯控制中亞和西伯利亞的戰略重鎮。1920至1925年為吉爾吉斯蘇維埃自治共和國 （今日的哈薩克斯坦）的首府。1938至1957年期間被名為契卡洛夫 （Чка́лов）以紀念試飛員瓦列里·契卡洛夫。這裡也是帝俄派出新式伊瑪目籠絡中亞各汗國的基地。也是出發征服哈薩克的起點。這裡曾經在十月革命後，劃歸哈薩克的臨時政府阿拉什自治共和国，後重歸俄羅斯。

## 友好城市
- 法國上加龙省布拉尼亚克
- 保加利亚布爾加斯州布爾加斯
- 美国佛罗里达州奥兰多
- 索格特州苦盏
- 波蘭下西里西亚省萊格尼察